# 普通站
普通站是一个胶济线上的铁路车站，位于山东省潍坊市青州市邵庄镇，建于1903年，目前为四等站，邮政编码为262507。本站曾办理旅客乘降及行李、包裹托运，整车货物发到，现已不再办理客货运业务。